# Horites
Els Horites van ser un poble que vivia en coves a la regió de Petra, i vora les muntanyes properes a Sa'arri. Els menciona el Gènesi i el Deuteronomi que explica que els descendents d'Esaú van ocupar el seu territori, els van fer desaparèixer i s'hi van instal·lar. Són segurament el poble que els egipcis anomenaven khar i vivien al sud de Canaan.
El seu ancestre segons la Bíblia va ser Seïr i diu que els caps de tribu dels horites eren Lotan, Xobal, Sibon, Anà, Dixon, Ésser i Dixan, fills de Seïr. Difícilment podria tractar-se d'hurrites. A la Bíblia se'ls associa als hivites, i podrien ser no una nació sinó una forma de vida dels hivites. Van ser assimilats pels edomites.